# 메탈레이지
《메탈레이지》(Metalrage)는 게임하이에서 개발 및 배급하는 메카닉 TPS 온라인 게임이다. 2008년 12월 30일부터 2009년 1월 5일까지 클로즈 베타 테스트를 실시하였다. 그리고 같은 해 1월 13일 오픈베타 서비스를 개시하여 게임하이와 넷마블에서 채널링으로 접속할 수 있었다. 2011년 1월 14일 서비스가 종료되었다. 8가지 서로 다른 기체중 한가지를 고를 수 있고, 총 여덟 가지 게임모드를 제공하며 최대 32대를 지원했었다. 2014년 8월 29일에 마지막 타이완 서버까지 서비스가 종료되었다.

## 세계관

### 배경 스토리
21세기, "위협 확산방지 조약"이 체결되고, 가입국들의 필두로서 활동하는 임시 국가로 "DH-G"가 설립된다.
그때 세계 유일의 초강대국 "오스트로니카"는 "초강대국 경제 군사 협력 조약" (AU)를 설립. 세계 13개국이 지니고 있는 핵무기를 전부 회수하여, 중립국가적 위치에 있는 DH-G를 통해 전부 우주로 폐기하게 된다.
이 후, "위협 확산방지 조약"이 계획대로 진행된걸 확인한 AU는그들의 경제적 우수성을 지키기 위해 반AU성향의 국가를 침략하기 시작했으며, 얼마되지 않아 UN에서 AU가입국이 빠져 나가면서 UN은 유명무실한 단체가 되어 버린다. 한편 AU의 침략을 받던 국가들은 브린토니쉬를 중심으로 "선진국 동맹 조약" (WAL)을 체결하여 AU에 대항하기 위해 하나로 뭉친다. 이로서 세계는 AU와 WAL로 나뉘게 된 것이다.
이후 DH-G는 UN관계자들과 뜻 있는 사람들이 보여서 극비리에 어느 계획을 진행 중이었고, 나중에 가서는 극비리에 건설하던 달의 6번째 채광기지를 공식적으로 가동하고 국가명을 "그루니티아"로 하여,AU와 WAL에게서 독립하기로 하면서 이 나라는 양측의 골치거리가 된다.
본격적으로 움직인건 AU가 먼저였다. AU는 주변국을 돕는다/독립시켜 준다면서 그루니티아의 주변국가를 공격하면서 그루니티아를 고립시키기 시작했고, 그루니티아에서는 달의 새로운 채광기지에서 얻은 금속으로 만든 새로운 합금 페레즈 "Fe-Z"를 이용하여 비밀 프로젝트 鐵鬼를 진행시킨다.
한편 이러는 사이 AU는 WAL을 국사적으로 거의 완전하게 제압. 서서히 WAL를 잠식하고 있었다. 그 후 그루니티아의 유일한 동맹국인 "스위젠"이 AU의 침공을 받게 되고, 그루니티아는 "鐵鬼 프로젝트"의 결실인 전투용 컴뱃 매커드로 구성한 아머드 포스와 특수 부대 "72 METAL RAGE"를 투입하여 이를 격파했고, AU는 압도적으로 패배하고 휴전과 함께 컴뱃 매커드에 관한 정보를 모으기 시작한다.
그러나 그 와중 철귀 프로젝트의 핵심멤버였던 페레즈 박사는 관련 자료와 도면을 가지고 AU로 "귀국"해 버리고, 그가 가져온 자료를 바탕으로 AU에서도 "블랙 어설트"라는 컴뱃 매커드를 만들기 시작한다. AU의 이런 행동에 위협을 느낀 그루니티아와 WAL은 동맹을 맺게 된다.
그 후 AU가 다시금 제3세계로의 침공을 시작하자, 그루니티아의 설득에 응한 WAL이 움직이면서 다시금 AU와 WAL의 전쟁이 시작되었다.

### 메탈 레이지
프로젝트 메탈 레이지(鐵鬼)를 통해 실용화된 그루니티아의 컴뱃 매커드. 이하에 소개되는 72 메탈 레이지의 이름은 여기서 따왔다.

### 72 메탈 레이지
그루니티아의 컴뱃 매커드를 사용한 "아머드 포스" 소속의 특수 부대. 크기는 중대. 책임자는 "제임스 브라이트 소령"으로 그는 상부의 부대 창설 명령에 따라 300여명에 가까운 인원을 선발하여 훈련시키기 된다. 구성원은 군인부터 죄인, 의사에 이르기까지 다양하다.
그리고 2년의 훈련후에 낙오되지 않고 끝까지 버틴 72명의 병사들이 소속되면서 이 부대는 "72 메탈 레이지"라고 불리게 된다.
참고로 발대식에 있던 인터뷰에서 한 대원은 "내 인생 최악의 실수는 제임스 소령에게 속아서 여기 온것"이라고 했다.

### 블랙 어설트
AU에서 만드는 컴뱃 매커드, 그리고 AU소속의 컴뱃 매커드 부대의 특수 부대. 메탈 레이지의 라이벌.

### 아이언 고스트
메탈 레이지에 대항하기 위해서 AU에서 만든걸로 추정되는 특수 비밀 부대. 이쪽도 영어를 직역해서 한자로 만들면 鐵鬼가 된다. 게임상 유저의 소속은 72 메탈 레이지 아니면 아이언 고스트로 되어 있다.

## 병과
크게 전투형과 지원형의 두 병과로 나뉘어 있으며 각 병과마다 4가지 다른 기체가 존재한다.
전투형으로는 소형(뱅가드), 중형(빈체레), 강습형(듀얼), 저격형(블릿츠)이며
지원형으로는 화력형(램파트), 공병형(임펄스), 관측병(포비든), 정비병(벨록스)으로 이루어져 있다.
- 소형은 280의 체력과 좋은 기동성을 가지고 있다.

주무기로는 반줌 기능이 있는 기관총, 탄창이 기관총의 2배정도되나 사격전에 공회전이 필요한 발칸, 차지공격이 가능하고 중형의 전면부 총탄방어력을 무시하는 레이저가 있다. 보조무기2개와 부스터를 장착할 수 있다. 레전드 기체의 능력은 부스터게이지의 소모율을 감소시킨다. 그러나 체력이 너무 적어 화력전에서는 사용을 권장하지 않는다.소형의 레전드 기체 이름은 레이븐이다.
- 중형은 450의 체력과 총탄류에 대하여 추가 방어력을 가지고 있다. 다만 포탄 계열 무기에 추가 데미지를 입는다.

주무기로는공격력이 높은 1열포, 전체적으로 벨런스가 잡힌 2열포, 연사가 빠른 3열포, 1발의 강한 미사일을 발사하는 apcr과 2발을 연달아 발사하는 IMR이 있다. 보조무기 2개와 부스터를 장착할 수 있다. 중형 전용 보조무기가 존재한다. 레전드 기체의 능력은 박치기시 자신이 받는 대미지 감소와 상대가 받는 대미지 증가이다. 빠르지 못한 기동력을 대처하기 위한 부스터는 순간부스터보단 기본부스터나 나노엔진부스터를 사용하는 것이 좋다. 하지만 서든데스에서는 날아오는 MR-4를 피하기 위한 순간부스터 사용이 절대적이다. 중형의 레전드 기체 이름은 발퀴레이다.
- 강습형은 268의 체력과 방패를 가지고 있다. 방패는 전면부에 70%의 추가방어력이 적용된다. Hook-9의 방패는 불강습의 방패보다 방어력이 높다.[3].()

주무기는 사거리가 짧지만 좌우 공격이 가능한 톱이 있다., 사거리가 긴 화염방사기, 한번에 강한 공격을 하는 무기가 있다(일명 망치). 주무기의 종류에 따라 방패의 방어력이 달라진다. 보조무기 2개와 부스터를 장착할 수 있다. 레전드 기체의 능력은 방패 여닫는 속도가 0.15초 감소한다. 그러나 대부분의 유저들은 느끼지 못하는 정도이다.강습의 레전드 기체 이름은 크루얼 매서커이다. 강습은 주무기를 망치로 장착시에 방어력이 상당히 올라가서 268의 체력이 아닌 1080으로 상당히 오래 버틸수 있는 깡패 이미지로 많이 굳어졌다.

화력형의 곡사포를 5번이나 버틸수 있는 체력으로 중형유저들에게 많은 불만을 품게 만들었다.

- 저격형은 높이가 낮지만 옆으로 크며 4족 보행으로 움직인다. 전 기체중 가장 낮은 255의 체력을 가지고 있다.

타 fps의 저격을 생각하면 된다. 기본적으로 줌은 1단계밖에 지원하지 않고 특수한 상황(분노모드거나 데드카운터를 사용하여 차징을 해서-마우스 왼쪽버튼을 꾹 눌러서 게이지를 채우는 것-모아서 쏨)이 아닌 한 원킬은 불가능하다. 보조무기 2개를 장착할 수 있고 부스터는 착용할 수 없다. 레전드 기체는 이동속도가 약간 상승한다저격의 레전드 기체 이름은 팬텀이다.
- 화력형은 300의 체력을 가지고 있다.

기본무기로 4연장 개틀링건을 사용한다. 4연장 포나 곡사포,산탄곡사포로 바꿀 수 있다. 주무기를 선택하면 약간의 모션을 거친 후 사용이 가능해 지는데 이때 전면부에 강습형의 방패와 맞먹는 추가 방어력이 생긴다. 그러나 이때는 이동이 불가능해 지고 약 120도밖에 회전하지 못한다. 때문에 뒤를 잡히면 속수무책으로 얻어 맞을 수밖에 없다.보조무기 2가지를 장착할 수 있고 부스터는 사용할 수 없다. 레전드기체는 주무기의 변경 속도를 단축시킨다.화력의 레전드 기체 이름은 조디악이다.
- 공병은 333의 체력과 지뢰, 쉴드를 설치할 수 있다.

주무기는 바운드탄이 있다. 바운드탄은 벽이나 땅에 맞으면 튕겨나가는 효과가 작용하며 종류에 따라 탄속, 튕겨나가는 정도등에 차이가 있다. 보조무기를 1가지만 장착할 수 있고 부스터도 사용할 수 없다. 전용 보조무기로 지뢰가 있는데 설치하면 보이지 않고 적이 근접하면 자동적으로 발동하는 AI지뢰와 직접 발동시켜야 하는 설치형 지뢰가 있다. 모든 지뢰는 공격에 의해 파괴될 수 있으면 AI지뢰의 경우 관측형의 스카우터에 의하여 제거될 수도 있다. 또 각 지뢰는 최대 설치 한도라는 게 정해져 있어서 그 이상 설치하는 경우 가정 먼저 설치한 지뢰가 자동적으로 파괴된다.쉴드의 경우 고정되어 있어 다른 보조무기로 바꿀 수 없다. 또 게임 내부에서 보면 왼클릭은 설치, 오른클릭은 쉴드생성이란 말을 볼 수 있는데 설치 기능은 PVE모드중에서도 스위젠에서만 쓸 수 있는 기능이어서 없다고 봐도 무방하다. 쉴드는 반투명하여 건너편을 볼 수 있고 모든 종류의 공격을 막을 수 있다. 또 공격을 많이 맞는다고 빨리 부서지는 게 아니라 정해진 시간이 지나야지만 사라진다. 또 설치된 쉴드를 기체들은 아무 문제 없이 뚫고 지나갈수 있다. 레전드 기체의 능력은 쉴드 설치 시간 단축이다.공병의 레전드 기체 이름은 록산느이다.
- 관측형은 283의 체력과 전 기체 중 가장 빠른 이동속도를 가진다.

기본무기로 스카우터를 사용한다. 스카우터는 적의 지뢰나 적 기체를 탐지하거나 자폭으로 피해를 줄 수 있다. 스카우터 사출시 본체는 무방비 상태에 놓이게 되며 스카우터가 본체에서 일정거리 이상 멀어지면 화면에 노이즈가 생긴다. 2개의 보조무기와 부스터를 창착할 수 있다. 전용보조 무기로 EMP와 STATIC-B가 있다. EMP는 차지 후 발사하면 맞은 적은 화면에 노이즈가 생기고 부스터를 사용할 수 없다. STATIC-B는 발사시 붉은 안개가 발생하며 안개 속에서 정비병의 터렛이 동작하지 않는다.또 전 기체중 유일하게 4번기능이 있다. 4번은 타겟팅을 할 수 있는 무기(?)로 타겟팅이 된 적은 타겟팅이 되어있는 동안 방어력20%가 저하된다. 아군의 레이다에 30초간 빨간 점으로 위치가 표시되게 된다. 관측형은 적이 타겟팅이 되어있지 않아도 모든 적이 레이다에 빨간 점으로 표시된다.. 레전드 기체의 능력은 스카우터의 노이즈 없이 활동할 수 있는 거리의 증가이다. br>관측의 레전드 기체의 이름은 스펙터이며 블루비틀이라는 유저가 유명했다.
- 정비병은 280의 체력을 가진다.

기본무기로 터렛을 일정한 모션을 거친 후 설치한다. 터렛의 설치 개수는 5개로 제한되어 있으며, 이미 설치한 터렛은 같은유저가 다른곳에 터렛을 설치할 경우 먼저 설치된 터렛이 파괴된다. AI에 의해 사격제어가 되므로 연막속에서도 적을 공격할 수 있다. 그러나 최대 사거리가 존재하고 100%명중이 아닌데다 전방 180도만 공격할 수 있고 수리가 불가능하다. 1가지의 보조무기를 장착할 수 있고 부스터는 장착할 수 없다. 고정된 보조무기로 정비팔이 있는데 대미지를 입은 아군을 치료할 수 있다. 수리 게이지가 100이 차 있고 수리를 할 때마다 게이지가 일정량씩 줄어든다. 게이지가 0이 되면 수리를 할 수 없게 되지만 잠시 기다리면 다시 게이지가 차오른다. 레전드 기체의 능력은 수리게이지를 20 늘려준다.
정비의 레전드 기체의 이름은 펜리스이다.
100%명 중 터렛의 이름은 데드라인이다. 메탈레이지 후반 망치강습의 스왑이 극성을 달리며 서바이벌에 능한 정비병들이 미끼 역할을 자처하며 깡패 강습을 유인해서 같이 싸워서 5초의 시간을 버는 방식으로 상대하였다. 위에 적었다 싶이 강습의 체력은 268이
맞으나, 망치를 들었을시에 1080으로 올라간다라고 생각해야 한다. 하지만 데드라인에 적중시에 방패의 방어력에 영향을 받지 않기에 268이 맞다.데드 라인의 경우, 정비병이 있어야 터렛이 공격을 하며 사정거리도 상당히 짧다는 단점이 존재한다.

## 게임 모드
현재 팀 데스매치 모드, 서든 데스 모드, 안테나 모드, 점령 모드, 폭파 모드, 탈취 모드, 보스 모드, 레이지모드, 캠페인 모드 등 9가지를 지원한다.
- 팀 데스매치모드는 제한 시간 동안 목표 격파수에 도달하거나 목표 수에 도달하지 못할 경우 더 많이 격파한 팀이 승리한다. 예전에는 10분당 100킬이었으나 달성이 힘들다는 것을 이유로 2009년 3월 8일 현재는 20분당 150킬로 수정되었다.

- 서든데스모드는 적을 모두 격파시키거나 제한 시간이 끝날 때 생존한 유저수가 많은 팀이 라운드에서 승리한다. 이를 반복해서 먼저 목표 라운드수에 도달하는쪽이 승리한다.

한 라운드에서 격파당할 경우 다음 라운드까지 기다려야 한다.
- 점령모드는 점령 지점에서 일정 시간 동안 점거하면 점령한다.

레드는 A,B,C,D,E를 순서대로 점령시키면 승리하고, 블루는 제한 시간 동안 엄호하면 승리한다. 한 지점이 점거될 때마다 제한 시간이 3분 늘어난다.
- 폭파모드는 레드팀이 행성 송신기를 발견하여 행성 송신기에 근접한 후 F키를 누르면 행성 송신기를 설치하는 것이다. 블루팀은 레드팀이 설치한 행성 송신기를 역시 F키를 눌러 해체해야한다.

레드는 A, B 지역 중 한 곳에만 행성 송신기를 설치 가능하며, 블루는 제한 시간내에 레드가 설치한 행성 송신기를 해체해야한다. 두 팀 모두 서로 다른 팀의 모든 유저를 죽이면 승리한다.
- 탈취모드는 제한시간 동안 에너지 공급기를 더 많이 가져간 쪽이 승리하는 모드다.

에너지 공급기가 두 개란 걸 빼면 깃발전과 동일하다. 에너지 공급기를 탈취되고 나면 계속해서 생성된다.
- 보스모드(D-Day)은 레드팀은 보스를 호위하고 블루는 보스를 파괴하는 임무가 주어진다.

제한 시간 동안 레드는 보스를 호위해 적기지까지 도달하면 승리하고, 블루는 제한 시간 내에 보스를 파괴시키면 승리한다. (2010년 1월 9일 기준으로, 어느 한 팀으로 플레이를 시작하면, 미션 종료후, 서로 다른 팀의 유저로 바뀌어 후반전이 시작된다. 미션은 동일하다.)
- 레이지모드는 승,패,킬,데스가 기록되지 않고 출격수와 공헌도만 기록되며 게임 플레이시간은 1시간이다.

레이지모드는 돌발미션이 존재한다. 적 기체 파괴나, 지정된 병과를 격파하는 것, 적 에이스를 격파하는 것 등이 있다. 성공할 경우 공격력 상승, 방어력 상승, 탄환 무한, 이속 증가, 내구도회복의 5가지 효과 중 하나가 무작위로 나타난다.
또한 연속적으로 대미지를 입거나 리스폰되는 유저를 위해 '분노모드'가 존재한다. 연속적으로 사망할 경우 분노모드가 발동되는데, 화면이 변하고 공격력과 방어력이 상승된다. 분노모드시 사망할 경우 분노모드가 해제된다.
게임 중간에 나가도 퇴장 페널티가 없으며, 나가는 시점까지 축적된 포인트와 경험치는 그대로 받아간다.
- 캠페인 모드는 PVE모드로도 불리며 기지 안에 있는 코어를 인공지능로봇으로부터 파괴를 저지해야 한다. 그러나 3번밖에 기체가 지급될 수 없다는 단점이 있고 SP가 적정량에 이르면 공격력 증가, 방어력 증가, 탄충전,코어 EMP, 레이지모드(분노모드)를 쓸 수 있습니다

또 설정에 따라 적 전함,전투기,가드타운 터렛이 포함된다.
업데이트 설정에 따라 3개의 미션으로 주어진다.
스위젠, 블레이즈, 밴디드, 퀴니에(2010년 1월 9일 현재 업데이트) 등의 맵이 있다.
난이도는 초급, 중급, 고급으로 설정가능하며, 난이도에 따라 등장하는 AI기체의 수나, 대미지가 차이난다.

## 맵
팀 데스매치 - 로스트시티, 크로스로드, 필그림, 데저트스톰, 샌드 힐, D골든게이트(팀데스메치), 이클립스, 글렌(2010년 5월 4일 업데이트)
폭파 미션 - 팬텀하우스, 네이블베이스, 루인시티, 노스폴
서든 데스 - 프레이즈, 다크사이트, 씨포트
점령 미션 - 사일로, MOON-6, 스피어밸리
탈취 미션 - 골든게이트, 테이큰
보스 미션 - D-DAY
레이지 미션 - 얼라이브, R샌드힐, R크로스로드
캠페인 - 스위젠, 블레이즈, 밴디드, 퀴니에(2010년 1월 4일 업데이트)

## 카드 시스템
메탈레이지에서는 새로이 '카드 시스템'을 도입하고 있다. 카드 시스템은 4개의 시즌과 20개의 카드 모음집이 있으며 20개를 다 채우셨다면 '레전드 기체'가 지급된다. 이 지체에는 크루얼 메서커,팬텀,조디악,발퀴레,레이븐,록산느,스팩터가 있고 이들은 기체마다 특수한 능력을 가지고 있어 많은 유저들이 선호하는 기체이다. 그러나 카드가 중복되어 나오는 경우도 있다.

## 참조
1. 중형은 가장 많은 체력을 가지고 있으나 방어력이 없다. 1월 30일자 패치로 VS총탄류 방어력을 버프했으나 여전히 취약점이 많다. 이 부분은 다른 형태의 패치가 필요한 것으로 보인다.
2. 관측의 EMP는 유용하긴하나 적은 공헌도를 얻기 때문에 대다수의 관측 유저는 EMP를 쓰지 않는다.
3. 보스전의 경우 처음에는 다른 모습의 보스와 맵이 있었다. 그러나 패치로 수정되었고, 그 다음에는 보스호위인 레드팀이 보스를 공격할 경우 체력이 감소하는 버그를 수정하였고, 보스를 공격할 시 '아군의 신형병기입니다 호위하십시오'라는 글귀가 뜨도록 수정되었다. 그리고 2009년 3월 28일 현재 보스의 주포 격인 레이저캐논(하얀색으로 나가며 소리는 날카로운 소리가 난다. 대미지가 굉장하다.)이 레드를 공격하지 않고 블루쪽으로 공격하도록 수정되었고, 미사일 발사도 수정되었다. 그러나 만일 레드팀유저가 블루팀쪽으로 갈 경우 보스의 미사일발사에 섬멸당할 우려도 있으니 조심해야한다.
4. 메탈레이지에 GM레이지슈가 있는데 금요일마다 유저와함께 게임을 즐기고 있다.